# Tom London
Tom London, pierw. Leonard Clapham (ur. 24 sierpnia 1889 w Louisville, zm. 5 grudnia 1963 w Los Angeles) – amerykański aktor. Według The Guinness Book of Movie Records aktor, który zagrał w największej liczbie filmów w historii Hollywood.
Swoją przygodę z filmem rozpoczynał jako rekwizytor w Chicago. Zadebiutował w 1915 w westernie Lone Larry, grając pod swoim własnym nazwiskiem. W 1925 po zagraniu w wielu niemych filmach, zmienił imię i nazwisko na Tom London, którego używał do końca swojej kariery. Pierwszym filmem, w którym został zapisany pod nowym nazwiskiem był film dotyczący I wojny światowej Winds of Chance, w którym zagrał sierżanta Rocka.
Przez całe życie udało mu się zagrać w ponad 600 filmach. Jego ostatnim filmem był Underworld U.S.A. z 1961.
Został pochowany w Forest Lawn Memorial Park Cemetery w Glendale.

## Wybrana filmografia
- 1916: Liberty
- 1918: The Lion's Claws
- 1919: The Lion Man
- 1920: 'In Wrong' Wright
- 1920: Masked
- 1920: Wolf Tracks
- 1920: His Nose in the Book
- 1922: Nan of the North
- 1923: To the Last Man
- 1923: The Social Buccaneer
- 1926: Snowed In
- 1926: The Bar-C Mystery
- 1927: The Return of the Riddle Rider
- 1927: The Golden Stallion
- 1928: The Yellow Cameo
- 1929: Queen of the Northwoods
- 1929: The Black Watch
- 1931: The Galloping Ghost
- 1932: The Lost Special
- 1934: Mystery Mountain
- 1935: The Fighting Marines
- 1935: The Miracle Rider
- 1937: Zorro Rides Again
- 1938: Santa Fe Stampede
- 1938: The Lone Ranger
- 1939: The Night Riders
- 1946: The Phantom Rider
- 1947: Jesse James Rides Again
- 1952: W samo południe